# Kang Nachugo
Der Kang Nachugo ist ein Berg im Himalaya in der Gebirgsgruppe Rolwaling Himal.
Der 6735 m hohe Kang Nachugo liegt im Bergkamm Gaurisankar Himal an der Grenze zwischen Nepal (Verwaltungszone Janakpur) und Tibet. Der Kang Nachugo liegt 12,5 km südöstlich vom Gauri Sankar (7134 m). Der Chekigo (6257 m) bildet einen westlichen Nebengipfel des Kang Nachugo.
Entlang der Südflanke des Bergkamms fließt der Rolwaling Chu in westlicher Richtung. An der Nordflanke erstreckt sich der Gletscher Drogpa Nagtsang, an der Ostflanke der Ripimo-Shar-Gletscher.

## Besteigungsgeschichte
Der Kang Nachugo wurde am 17. Oktober 2008 von den beiden US-Amerikanern Joe Puryear und David Gottlieb erstbestiegen. Nach einem Besteigungsversuch an der Südflanke, erreichten die beiden Kletterer den Gipfel über eine andere Aufstiegsroute, die über den Westgrat führte.
Der 6640 m hohe Ostgipfel wurde von Santiago Padros und Domen Kastelic am 21./22. Oktober 2013 über die Südwestwand erstbestiegen. Die Aufstiegsroute trägt die Bezeichnung Monsoon (1500 m, 75°).